# جان برگ (هنرپیشه)
جان برگ (انگلیسی: John Berg؛ ۵ آوریل ۱۹۴۹ – ۱۵ دسامبر ۲۰۰۷) یک هنرپیشه اهل ایالات متحده آمریکا بود.